# Oyri
Oyri er en bygd på Færøerne, der ligger på Eysturoys vestside syd for broen Streymin-broen til Streymoy. Bygderne langs sundet kaldes Sundalagið. Oyri tilhører Sunda kommuna. Nord for Oyri ligger det 699 m. høje fjeld Knúkur.
O.C. Joensen, der først drev erhvervs- og fiskerivirksomhed og senere er gået nye veje inden for skaldyrsfiskeri og -forarbejdning, med et stort og avanceret rejeanlæg og produktion af ekstrakter af andre skaldyr. Virksomheden er siden er blevet overtaget af rederiet P/F Thor i Hósvík, 

## Historie
Oyri nævnes første gang i skriftlige kilder i Hundebrevet fra den sidste halvdel af 1300-tallet.  Bygden er sandsynligvis langt ældre, som blandt andet viser sig ved at bygden har en stor udmark. Der er indmark både mod nord og syd, som i gamle dage var indhegnet med stengærder.
To af Færøernes historiske historiske lagmænd kom fra Oyri, nemlig Jógvan Poulsen og Hans Jákupsson Debes.
Oyri har historisk set været en landbrugsbygd. I 1900-tallet er der også blevet drevet redskabsproduktion til fiskeflåden, rederivirksomhed og fiskeproduktiun. 
Forskerne har ved hjælp af genforskning fundet frem til, at ophavsmanden til den kun på Færøerne kendte sygdom " Færøsk syge" levede i bygden omkring 1630.
Firmaet O.C. Joensen, Oyri var blandt de første som drev havbrug på Færøerne med opdræt af rejer og muslinger. 
En anden, nu nedlagt, virksomhed er Garnavirkið, som fremstillede net og redskaber til fiskeriet.

## Galleri
- Oyri 2022
- Oyri 1899
- Oyri
- Gamle bådehuse